# Episodi di Nina (quarta stagione)
La quarta stagione della serie televisiva Nina, composta da 10 episodi, è stata trasmessa in prima visione assoluta in Francia da France 2 dal 3 al 31 ottobre 2018.
In Italia la stagione verrà trasmessa in prima visione da Fox Life, canale a pagamento della piattaforma satellitare Sky, dal 9 gennaio al 6 febbraio 2019.
| n° | Titolo originale     | Titolo italiano       | Prima TV Francia | Prima TV Italia |
| -- | -------------------- | --------------------- | ---------------- | --------------- |
| 1  | La vie est injuste   | La vita è ingiusta    | 3 ottobre 2018   | 9 gennaio 2019  |
| 2  | Ce qui nous lie      | Un vuoto incolmabile  | 3 ottobre 2018   | 9 gennaio 2019  |
| 3  | Si c'était à refaire | Non si torna indietro | 10 ottobre 2018  | 16 gennaio 2019 |
| 4  | D'abord ne pas nuire | La vita oltre il buio | 10 ottobre 2018  | 16 gennaio 2019 |
| 5  | Au risque d'aimer    | Malattia o sfortuna   | 17 ottobre 2018  | 23 gennaio 2019 |
| 6  | Héritages            | Eredità               | 17 ottobre 2018  | 23 gennaio 2019 |
| 7  | Les Désenchantés     | Disillusioni          | 24 ottobre 2018  | 30 gennaio 2019 |
| 8  | Ne dis jamais        | Mai dire mai          | 24 ottobre 2018  | 30 gennaio 2019 |
| 9  | D'une rive à l'autre |                       | 31 ottobre 2018  | 6 febbraio 2019 |
| 10 | Cours toujours       |                       | 31 ottobre 2018  | 6 febbraio 2019 |